# Altán Na Výšině
Altán Na Výšině – starší název altán Nad Březovou – je postaven na malém návrší nad Okružní cestou v lázeňských lesích města Karlovy Vary.

## Historie
Informace o založení altánu ani další údaje se nezachovaly. Existují záznamy z roku 1990, kdy došlo k jeho opravě. Rekonstrukci částečně sponzorovala skupina řemeslníků, jejichž jména jsou napsána na středovém trámu konstrukce krovu.

## Popis
Jedná se o osmibokou kruhovou dřevěnou stavbu s osmi sloupy. Mezi sloupy je umístěno dřevěné zábradlí po obvodu osazené lavičkami.
Altán stojí nad Okružní cestou v lázeňských lesích. Původně byl postaven jako vyhlídkový, postupem času však ztratil svoji funkci. Obklopily jej vzrostlé stromy, které znemožňují výhled na protilehlý svah, údolí řeky Teplé a Březovou. Přesto nabízí odpočinek při procházkách v této části Karlových Varů. Je celoročně volně přístupný.
Z druhé strany Okružní cesty se nachází Waltrova chata, bývalá lesní kavárna a podnikové rekreační zařízení.